# Dom Czechowa
Dom Czechowa – budynek w Taganrogu, miejsce urodzenia Antona Czechowa, obecnie muzeum.

## Historia
Budynek nie należał do rodziny Czechowa, ale został wynajęty przez ojca Pawła Jegorowicza w 1859 roku. Budynek był mały, miał ok. 30,5 m² powierzchni. Oprócz kuchni znalazła się tu sypialnia rodziców, pokój dla braci Mikołaja i Aleksandra i największe pomieszczenie będące salonem, jadalnią i gabinetem ojca. W sypialni rodziców 17(29) stycznia 1860 roku przyszedł na świat przyszły pisarz. Gdy Czechow miał 16 lat, ojciec wyjechał do Moskwy, uciekając przed długami. Anton ukończył gimnazjum w Taganrogu i śladem rodziny wyjechał do Moskwy.
Dom zmieniał właścicieli. Po śmierci pisarza w 1910 roku na ścianie umieszczono tablicę pamiątkową i powstał pomysł wykupienia go w celu utworzenia tu muzeum. W 1916 roku dom został kupiony, ale nie było pieniędzy na jego remont i był wynajmowany przez miasto na cele mieszkalne. Dopiero w 1921 roku z inicjatywy dwóch miejscowych nauczycieli zaczęto urządzać tu muzeum i zbierać pamiątki po pisarzu. W 1926 roku otwarto pierwszą wystawę, a nauczyciele pełnili role przewodników. Oficjalne otwarcie muzeum miało miejsce dopiero 1 września 1933 roku w ramach obchodów 75 rocznicy urodzin Czechowa. 29 maja 1935 roku w mieście powstało Państwowe Muzeum Literackie im. P. Czechowa i z tej okazji obok domu posadzono wiśniowy sad, dom ogrodzono, urządzono ogród, w którym umieszczono popiersie pisarza wykonane przez miejscowego rzeźbiarza Morozowa.